# Докучные
«Доку́чные» (фр. Les Fâcheux) — первая комедия-балет Мольера в трёх актах, написанная в августе 1661 года. Пролог сочинён Полем Пелиссоном. Впервые представлена 17 августа 1661 года в Во-ле-Виконт, с музыкой Люлли и Пьера Бошана, в декорациях Джакомо Торелли и Шарля Лебрена; в Париже впервые была сыграна в театре Пале-Рояль 4 ноября 1661 года. Первый полный перевод в стихах на русский язык был сделан С. Ильиным и опубликован в 1910 году.

## История создания
Комедия была написана Мольером за две недели по заказу Николя Фуке, суперинтенданта финансов короля Людовика XIV, для великолепных празднеств в честь короля, которые Фуке устроил в своём замке в Во-ле-Виконт. Король за месяц предупредил Фуке о своём визите и тот обратился с заказом на пьесу к Мольеру. Комедия представляла собой скорее дивертисмент, сатирически изображающий различные типы придворных. Королю понравилось представление, и по его просьбе Мольер даже добавил ещё одного персонажа, страстного охотника на оленей Доранта. Сам Мольер играл в комедии сразу несколько небольших ролей.
Для самого Фуке празднества обернулись последующим обвинением в финансовых злоупотреблениях, арестом и пожизненным заключением.
В 1672 году М. А. Шарпантье сочинил к комедии новую музыку. В 1924 году труппой Дягилева был поставлен одноимённый балет Жоржа Орика, сочинённый по комедии Мольера.

## Действующие лица и первые исполнители

### В прологе
- Наяда (Мадлена Бежар)
- Несколько дриад, фавнов и сатиров

### В комедии
- Дамис, опекун Орфизы (Франсуа Бедо, прозванный Горжибюс)
- Орфиза (г-жа Дебри)
- Эраст, молодой человек, влюбленный в Орфизу (Шарль Варле, прозванный Лагранжем)
- докучные:
  - Альсидор (Мольер)
  - Лизандр (Мольер)
  - Алькандр (Мольер)
  - Альсипп (Мольер)
  - Орант (Мольер)
  - Климена (г-жа Дюпарк)
  - Дорант (Мольер)
  - Каритидес (Мольер)
  - Ормен (Мольер)
  - Филинт (Мольер)
- Ла Монтань, слуга Эраста (Рене Бертело-Дюпарк, прозванный Гро-Рене)
- Л’Эпин, слуга Дамиса
- Ла Ривьер и двое других слуг Эраста